# Raiko Thal

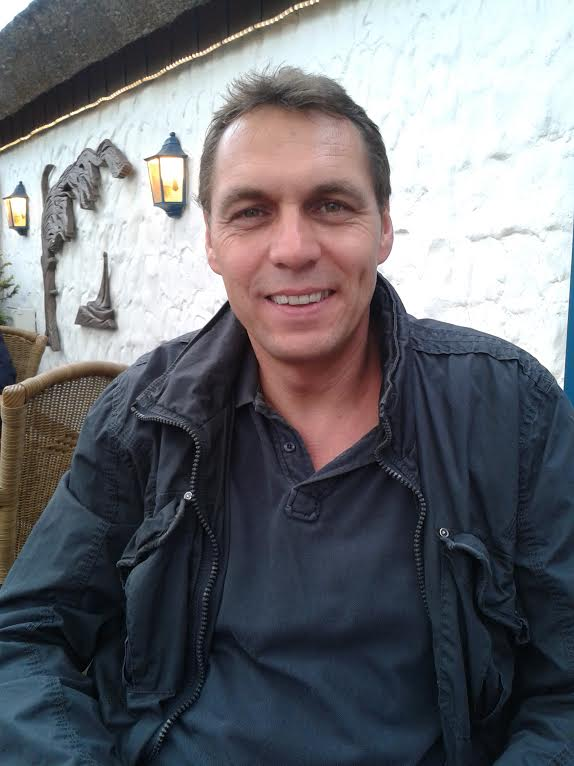
Raiko Thal

Raiko Thal (* 28. November 1963 in Ost-Berlin) ist ein deutscher Journalist und Fernsehmoderator.

## Leben
Nach der Schule schloss Thal zunächst eine Lehre als Elektromonteur ab. Anschließend arbeitete er als Künstlerischer Beleuchter beim Theater (u. a. Friedrichstadtpalast und Deutsches Theater).
Die berufliche Laufbahn von Thal umfasst eine Schauspiel- und Sprechausbildung (ab 1985), Militärdienst bei der NVA, Gründung einer Theatergruppe (Appolos Wanderbühne) und eine Tätigkeit als Nachrichtensprecher der DFF-TV-Sendung elf99.
Im Jahr 1991 moderierte er in Mainz bei 3sat und wurde Korrespondent für ProSieben. Für den neu gegründeten ORB moderierte Thal 1992 ein Brandenburg-Journal. Ende 1992 wechselte er zum SFB und präsentierte die neu geschaffenen Sendungen Abendschau-Express und SpätAbendschau. Nach der Fusion von ORB und SFB zum rbb arbeitet er als Reporter und Moderator für die rbb24 Abendschau. Von November 2003 bis 2011 moderierte er zibb – zuhause in berlin & brandenburg, parallel auch weiterhin die 21:45-Uhr-Ausgabe des Nachrichtenmagazins rbb24 und die Berliner Abendschau. Am 2. November 2011 übernahm er zusätzlich das Gesundheitsmagazin rbb Praxis, das er bis zur Einstellung am 6. Dezember 2023 moderierte. Am 15. Januar 2024 übernahm er die Moderation des neuen Gesundheitsmagazins rbb Gesund + im rbb Fernsehen.
Er arbeitet zudem als Hörspiel- und Synchronsprecher sowie in der Werbung, moderiert große Messen und wirkt bei Lesungen und Theaterprojekten mit.
Thal lebt in Berlin-Spandau. Als Markenzeichen hat sich eher zufällig herausgebildet, dass er seine Moderationen mit dem hörbaren Klick eines Druckkugelschreibers abschließt. Als er auf diese Gewohnheit verzichtete, hagelte es Zuschauerproteste, und er tut es seitdem wieder. Hunderte Kugelschreiber sind laut Thal auf diese Weise bereits zu Bruch gegangen.

## Hörspiele
- 2008: Heiner Grenzland: Tsunami über Deutschland – Musik und Regie: Heiner Grenzland